# プラレス3四郎
『プラレス3四郎』（プラレスさんしろう）は、原作：牛次郎、作画：神矢みのるによる日本の漫画作品。また、それを原作としたテレビアニメ。『週刊少年チャンピオン』（秋田書店）にて1982年34号から1985年21号まで連載された。
ロボットを組み込んだプラモデルの人形「プラレスラー」を用いたロボット競技「プラレス」の世界で、中学生の少年・素形3四郎が自身の所有するプラレスラー・柔王丸を駆使して活躍する姿を描いた作品である。

## 概要
神矢みのるの代表作。複雑精巧な可動機構と「マイコン」（劇中での表現）を組み込んだ全高20〜30cmの人型プラモデル“プラレスラー”を、パーソナルコンピュータで遠隔操作してプロレス的な格闘を行わせるロボット競技「プラレス」（プラモデル＋プロレス）がテーマ。少年漫画では共に定番とも言える格闘漫画と玩具ホビー漫画の要素を併せ持った作品である。また、現在行われているROBO-ONEなど、格闘技によるロボット競技を先取りしたような内容となっている。
単行本は少年チャンピオン・コミックス版が全14巻で刊行。その後、2001年に秋田文庫版が全7巻で刊行された（すべて絶版）。同じ牛次郎&神矢みのるコンビにより1992年には同じ世界観で相撲を題材にした『FM戦士SUMOキッズ』が『月刊少年ガンガン』にて、2003年にはリバイバル漫画ブームに乗り本作の十数年後を舞台とした続編『プラレスラーVAN』が『チャンピオンRED』にて連載された（全4巻）。
『週刊少年チャンピオン』40周年記念企画として、同誌2009年31号に新作の読み切りが掲載された。009年2月にはマックスファクトリーからfigmaのコンセプトモデルとして主役級のプラレスラー・柔王丸と桜姫が立体化されるといった商品展開が行われている。

## ストーリー
中堅玩具メーカーである「ナカマプラモ」は、新商品としてマイコンを組み込んだ格闘人形であるプラレスラーのキットと、プラレスラーを用いた競技・プラレスを提唱しようと、試作品のトライアルを数名の特別会員に依頼した。そのうちの一人、素形3四郎操る柔王丸は、同じくトライアルを頼まれた特別会員の笹本悟操るザ・魔人をからくも破る。しかしその勝利の直後、全国から押し寄せた腕自慢のマニア達が持参したプラレスラーとの対戦を求められ、ナカマプラモ主宰で第1回日本プラレス選手権大会が行なわれることとなった。決勝戦で強豪黒崎玄剛のマッドハリケーンを相討ち同然で倒したものの、柔王丸のあまりの破損に3四郎は優勝を返上、初代プラレスチャンピオンは空位となる。
その後、業界最大手の大日本模型が第2回プラレス選手権大会を開催する。しかし、3四郎は研究作業中に謎の事故で急死した大学教授の父・健一郎の死因となった事故の原因が気がかりで大会に気が乗らない。が、招待選手の中に健一郎の元同僚のペドロ・ロドリゲスという名前を見つけ、急遽出場を決意する。決勝戦まで勝ち進んだ3四郎と柔王丸の前に、圧倒的なスピードとパワーで敵を秒殺して勝ち上がった強力なプラレスラー、エル・ウラカンとそのオペレーター、ペドロ・ロドリゲスの養女ルダが立ちはだかる。傷つきながらもエル・ウラカンをなんとか倒した柔王丸と3四郎であったが、その後も父の事故の原因を探るなかで、ペドロ・ロドリゲスからの再びの挑戦、JPWAタッグ選手権、アンダーグラウンドで暗躍するガレージプラレスと呼ばれる地下プラレスのプラレスラーとの対決、新興プラモメーカー・五洋プラモとその背後で糸を引く謎の組織との闘いに柔王丸とともに身を投じることとなる。父の死の真相を知るべく迷いながらも戦いを続ける3四郎だったが、大切な仲間との交流のなかで、プラレスで培われた技術をどう生かすか、という父の理想を知り、新たなプラレスの可能性を模索し続ける決意を固めるのだった。
原作コミックは、単発の決闘とトーナメント大会をストーリーの2本軸に展開していたが、タッグトーナメント編の途中で謎の刺客により柔王丸が襲撃され、御前と謎の組織が登場してから、ストーリーが迷走した末にプラリンピア編の途中で打ち切りとなった。

## 登場人物
声優はアニメ版のもの。解説は特に記述のない限り、漫画版に準じている。
素形 3四郎（すがた さんしろう）
声 - 間嶋里美（タイトルコール及び次回予告ナレーションも兼任）
本作の主人公で、柔王丸のオーナー。中学校2年生でありながら、ナカマプラモの試作プラレスラーをもとに柔王丸を開発する。仲間堂の常連であり特別会員。そのうえ研究室を自由に使用できる許可をもらっている。プラモデル制作の腕前・電子工学・機械工学のどれもが中学生とは思えないほどの知識と技術を有している。一度こうと決めたら梃子でも動かない直情的な性格の持ち主で、強い正義感に満ちあふれた少年である。また、プラレスおよびプラレスラーに対する愛情を人一倍持っており、自身のプラレスラーである柔王丸はもとより、対戦相手や他のプラレスラーが必要以上に破壊されることも破壊することも好まない。そのため、2回行われたJPWAシングルトーナメント大会では2回とも決勝に進出したものの、いずれも相討ちに近い形で柔王丸を大破させてしまったために、自責の念から表彰を拒否している。またタッグ選手権では、御前率いる謎の組織に柔王丸を大破させられてしまい、結果的に試合を棄権している。誰もが日本最強のプラレスラーのオーナーと認めており、全国のプラレスラーのオーナーの目標とされているが、本人にはその意識は全くない。前述のとおり、JPWA公式戦でのタイトル獲得が一度もないことから、柔王丸ともども“無冠の帝王”と呼ばれる。
中学生だが身長はかなり低く、その体形と顔の雰囲気から、対戦相手にモンチッチ呼ばわりされることもある。アニメ版では商標で使用出来ないため「パソコンピーマン」となっている。
名前を決めたのはストーリー担当の牛次郎で、作画担当の神矢みのるによれば柔道家の家に生まれているという設定から『姿三四郎』をもじって命名したのだという。
素形 健一郎（すがた けんいちろう）
3四郎の父で立慶大学教授。専門は人体工学。科学を平和利用するべきだという信念を持ち、義肢の研究からプラレスラーの基礎的な技術を生み出す。しかし技術の利用スタンスの違いから対立した同僚のペドロ・ロドリゲスと自作プラレスラーで競うことになった矢先、実験中の爆発事故で死亡してしまう。だが、この事故の原因には謎の部分が多く、真相解明には至っていない。
ロドリゲスによれば、それまでの常識を覆す小型かつ大出力を成立させた動力源開発にも関わっていたらしい。
素形 真知子（すがた まちこ）
声 - 本多知恵子
3四郎の妹で、アニメ化に際して新しく設定されたキャラクター。連載当初は登場しないが、アニメ版が放映を開始した中盤から急遽登場。年齢の割にはしっかり者だが、かなりマセた所もある。
素形 健之介（すがた けんのすけ）
声 - 柴田秀勝
3四郎の祖父。柔術道場を営む。決闘と聞くと血が騒ぐ根っからの格闘家。基本的にコメディリリーフ的存在だが、第2回プラレス選手権の会場ではほとんど手の内を見せていないエル・ウラカンの実力を見抜いたり、ロドリゲス父娘との再戦に焦り、実力も省みず今日子に乱取り稽古を願い出る3四郎を諌める等、時には柔術の達人らしい振る舞いを見せる。
3四郎が地下プロレスの王者・大貫と戦うべく、謎の敵に破壊された柔王丸の再生に打ち込んだ時、激励のため（というのは名目で、実際はただドンチャン騒ぎをしたかっただけ）素形家を訪問した荒巻と同じ柔術家として意気投合した事もある。
吹雪 今日子（ふぶき きょうこ）
声 - 安藤ありさ
桜姫のオーナーで、3四郎の実家の柔術道場で師範代をやっている。かなりの美少女でスタイルが良く、男勝りな面が強いものの、女性的な内面もしっかりと持ち合わせている。師範代ということもあり、柔術の腕前は3四朗よりも遥かに上。
実家は寿司屋で、これはアニメ版の設定が原作にも生かされたものである。原作では母親がいない素形家の食事を作ったりと、素形家にとっては母親のような存在である一方、3四郎のために差し入れの弁当を作ったり、試合時に持ち物や服装に気を配ったりするなど、3四郎にとっては世話女房のような存在である。
プラモや機械には当初は全く興味がなく、プラレスに情熱を注ぐ3四郎のことをはじめは理解しかねていた様子だったが、3四郎と柔王丸の闘いに付き合ううちに徐々に変化が見られ、ついには技術的には未熟ながらも、周囲の助言を借りながら自分でプラレスラーを製作して試合に参加するまでになる。また、時をほぼ同じくして3四郎に対する感情にも変化が現れており、3四郎を特定の異性として認識しているかのような描写が見られるようになった。プラリンピア編のクライマックスでは、失神した3四郎を制服の上半身を脱いで抱きしめて介抱するという、誰も思いもよらない大胆な行動をとった。
なお、アニメ版では桜姫が登場しないので、ラストまで原作序盤のような3四郎のサポーター的存在として描写された。
その後、3四郎と結婚していたようで、続編『プラレスラーVAN』では物語後半に素形今日子として登場する。
山口 章太（やまぐち しょうた）
声 - つかせのりこ
3四郎の悪友。常にサングラスを着用しており3四郎なみに背が低い。柔王丸の活躍に触発され第2回選手権ではタコボーイを開発して参加。作中では一度も勝ったことがなかった。年齢は不明だが、小学生なので3四郎より年下でお調子者。常に一言余計な発言をしては相手の逆鱗に触れることが多い。また、今日子に惚れているため、彼女が絡むと途端に口が軽くなる。事実、3四郎からトライアル開催に関しての口止めを厳命されていたにもかかわらず、「可愛い今日子ちゃんのため」という理由で開催日時や場所をあっさりと自白しており、日本プラレス選手権大会を開かせる事になった元凶でもある。
成田 シノグ（なりた シノグ）
声 - 古谷徹
リキオーのオーナー。3四郎のクラスメートで、盟友にしてライバル。片目にかかる前髪と学生服がトレードマークの美少年で、女性読者のみならず劇中の男性キャラにも人気がある。もともとは正統派モデラーでありプラレスは邪道と思っていたが、3四郎に出会いプラレスの道に入る。
プラレスのモデラー兼オーナーとしてもまた王道を貫き、リキオーのファイティングスタイルも3四郎と柔王丸のような対戦相手を真っ向勝負で下すというストロングスタイルで、プラレス初出場である第2回選手権では、初出場ながらも他の強豪モデラーからすでに一目置かれていた。しかし敵の弱点をあからさまに狙うといった行為や3カウント内の反則など、試合を優位に進めるためには当然の行為として認識されているものやルール上許されているものであってもアンフェアなやり方は一切行わない真正直な姿勢ゆえ、タッグ選手権においてはその部分を突けば勝つのは容易いと揶揄された事もある。
アニメ版ではイカロスウィングのオーナーで、3四郎の先輩。
直接の続編ではないが、ロボット相撲を行なう『FM戦士SUMOキッズ』にも登場している他、続編『プラレスラーVAN』ではプラレス大会の解説役としても登場。後述のルダ・ロドリゲスと結婚したそうだが、生来の生真面目すぎる性格から子供たちに反抗されたようで彼の子供らしき兄妹が「青いサソリ」にロドリゲス姓を名乗って参加している。
黒崎 玄剛（くろさき げんごう）
声 - 渡部猛
マッドハリケーンのオーナーで、プラモデルの業界では名の知れた天才モデラー。オネエ言葉で話し成田を追い掛け回すなど、男色傾向も見られた。第1回プラレス選手権大会決勝で3四郎の柔王丸と死闘を演じ、以後、打倒柔王丸に執念を燃やすが、途中からギャグキャラになった。それでも柔王丸とエル・ウラカンII（ツー）との決闘直前には新マッドハリケーンを犠牲にして敵の手の内をさらけ出させるなど、友情に厚いところも見せた。第2回選手権にはミステリアスΣ（シグマ）というプラレスラーで参戦している。
荒巻 多作（あらまき たさく）
黒崎の兄弟子で、柔術家。ブラッディーX、クレイジーホースのオーナー。大人気ない性格で「卑怯な手法でも勝った方が勝ち」という信念を持ち、多数の弟子を率いて造形集団を形成している。3四郎に決闘を挑み数々の罠を仕込んだディオラマで柔王丸を窮地に追い込むが、結局自分の作った罠の一つであるラッカーシンナーの池に墜ち、敗れる。第2回選手権では、新プラレスラー・鬼弁慶を参戦させるも1コマで敗れる。タッグ選手権ではブラッディーXをレギュレーションに合わせて改修した新型・クレイジーホースを駆り、黒崎と極悪師弟コンビを組む。弟弟子と異なり、序盤からお笑いキャラ的な側面がみられたが、一応は実力者として描かれていた。流麗な草書体の果たし状を書くほか、「宇宙よりの使者」を名乗る組織の出先機関と思われる五洋プラモに対して「プラレスラーを使った偵察行動」を提案するなど教養も結構ある。
ペドロ・ロドリゲス
メキシコ人の科学者で、ウラカンシリーズの開発者。「戦争があってこそ科学は発展する」が持論で、3四郎の父・健一郎の“科学を戦争の道具にしてはならない”という科学に対する考え方を巡って対立し（健一郎に「おっしゃる事は理解出来るが所詮は理想論だ。現実を見ようよ」と反論する）、論争の決着をつけるためプロトウラカンを開発した。健一郎が事故で亡くなったため決着はつかずじまいのまま、同じ理想を持って歩む遺児の3四郎の前に立ちはだかることになった。健一郎の死に関しては柳原には思わせぶりな言い回しで煙に巻いたが、彼自身は関わっていないようで、決着をつけられなかったことが心残りらしき態度も見せている。
勝利のためには手段を選ばず、「私にフェアプレーなど期待するな」とまで警告している。
ルダ・ロドリゲス
ペドロの養女で、エル・ウラカン、ラ・ジョロナのオーナー。実の両親に売られたという暗い過去を持ち、シニカルな性格。第2回プラレス選手権ではエル・ウラカンのオペレーターとして参加。決勝戦で3四郎と対戦するも、柔王丸の捨て身の逆転技を食らって敗北。その後、エル・ウラカンIIを使って3四郎と再び相見えるも、闘いの中で養父であるペドロのやり方に疑問を感じ、敗北後にペドロのもとを去る。タッグ選手権ではラ・ジョロナを駆って成田とタッグを組んだ。後に成田と結婚したらしい。
『FM戦士SUMOキッズ』にも登場している。
笹本 悟（ささもと さとる）
声 - 森功至
ザ・魔人のオーナー。モデラーとしては凄腕で、セミプロと思われる描写もあった。仲間堂の常連であり、北上課長から依頼された試作のトライアル（ナカマプラモの試作品キットを利用したプラレスラー制作と、実際の対戦）で柔王丸に敗れるものの、ザ・魔人はナカマプラモからヘビー級プラレスラーの一般向けキットとして発売が企画された。3四郎がエル・ウラカンIIとの戦いに際し柔王丸を強化した際、成田が操るこのキットのプロトタイプで最終調整が行われている。
第2回選手権までは不参加だったが、タッグ選手権からはザ・魔人を強化したと思しきザ・魔人エクストラを擁して出場。プラリンピアでもザ・魔人エクストラで参戦した。
アニメ版ではガウスプラモに出入りするモデラーで、マッドハリケーンとの2回目の勝負に敗れるも復活を果たした柔王丸を下しJPWAへ登録しようとするが敗北。後にシーラの手引きでマイコンの源と不本意ながらタッグを組んで、柔王丸にジオラマシティーで再戦を挑む。再戦で操ったプラレスラーはザ・グレート魔人。
プラキット竜（プラキットりゅう）
柔王丸対ザ・魔人戦を聞きつけ、ナカマプラモに集まったモデラーの一人。北海道の凄腕モデラーでプロモデラーチャンピオン。北海の竜とも呼ばれる白の詰襟を着る男性。本名は土方竜一（ひじかたりゅういち）。アルバトロスQを操りタッグ選手権で優勝するも、3四郎のいない決勝戦に不満を残す。かなり硬派な性格。
キーボードの女豹（キーボードのレディーパンサー）
プラキット竜と同じく、集まったモデラーの一人。ネイティブアメリカンのような衣装を着た女性。北陸・東海地方のモデラー。タッグ選手権ではラナウン・シーを駆り、優勝を果たす。
不敵のからくりマック
第1回選手権に出場した外国人モデラー。スネークマジックのオーナー。大木もへし折るスネークマジックを駆るが、柔王丸のセラミックボディの前に敗れる。
ドク松任谷（ドク-まつとうや）
第2回選手権から参加した未知の強豪。名前の通り本職は医者。エレクーダで参戦するも、準決勝でエル・ウラカンに敗れる。タッグ選手権ではフロッピー錠児とタッグを組んだ。使用プラレスラーはバイオノイドΣ（シグマ）（もしくはΛ（ラムダ））。
ジャンクの岩鉄（ジャンクのがんてつ）
第2回選手権から参加した一人。作業服を着用した太めの男性。カバノホマレのオーナーだが、その容姿を2回戦で対戦したルダに馬鹿にされていた。
スパーク石松（スパークいしまつ）
同じく第2回選手権から参加したモデラーの一人。白スーツにカンカン帽、「目」と描かれた片目眼帯（実は伊達）がトレードマーク。キング・カニカンのオーナー。その後はプラレスラーの開発者となった。続編『プラレスラーVAN』にも登場。同作では新進気鋭の素材研究者として開発にかかわる姿が描かれる。
フロッピー錠児（フロッピーじょうじ）
第2回大会から参加しているモデラーの一人。タッグ選手権ではドク松任谷と組んだ。
サム・モリスン
第2回大会に参加したWPWAからの招待選手の一人。レッド・アローのオーナー。モヒカン刈りでパンクファッションを身にまとう。1回戦でリキオーに敗れる。
クリフォード・ハッコー
第2回大会に参加したWPWAからの招待選手の一人。バトル・モンスターのオーナーで、準決勝で柔王丸に敗れる。タッグ選手権にも参加していた。
ジャン・ベコー
第2回大会に参加したWPWAからの招待選手の一人。バイオニクサーのオーナー。
柳原助教授（やなぎはらじょきょうじゅ）
立慶大学の助教授。かなり小心。
迫水博士（さこみずはかせ）
人間工学の世界的権威で、迫水人間工学研究所の所長。健一郎とは良きライバルであり、親友でもあった。NASAにも参画しており、現在はEVAに用いる有人機動ユニットや宇宙開発用ロボットの研究をしている。EVAの技術開発のために3四郎と柔王丸に協力を求めるが、宇宙よりの使者からの脅迫により、後にそれを撤回。だが3四郎とプラレスの将来性は高く評価しており、プラリンピア開催のための研究所裏の土地を貸与するなど、陰で3四郎達に対する協力を惜しまなかった。
大貫 条也（おおぬき じょうや）
ガレージプラレスの王者。ボーイ・ジョージにそっくりの風貌をしており、成田に懸想する男色傾向の持ち主。キング・ボヘミアンのオーナー。頭が大きめな事を章太にからかわれていた。謎の組織と“御前”の正体について何らかの情報を持っており、そのことをちらつかせて3四郎との対決を実現させるが、柔王丸Sの前に敗北する。
佐古田 ミノル（さこた ミノル）
佐古田 ヒロ
カールのオーナー。プラリンピアを主催した双子の兄妹。カールを2人で同時に操作することで、通常の2倍の速さで動かすことができる。
魔崎（まさき）・邪ヶ野（じゃがの）・巨木（おおき）
ガレージプラレスで恐れられたクラッシュ・モデラーズと呼ばれるラフファイター。対戦相手を破壊することを身上としており、そのためには手段を選ばない。魔崎は魔神ゴール、邪ヶ野は邪神グール、巨木は巨神トロールというプラレスラーのオーナー。
フリッツ・ガイゼル
WPWA会長で世界No.1モデラーと言われる人物。正体を隠しプラリンピアに参加。ペドロ・ロドリゲスのもとを離れたルダの後見人でもある。
JPWA会長
JPWAの会長。典型的な頭が固い大人。
亜季（あき）・澪（みお）
3四郎のクラスメートの女生徒。亜季はポニーテール、澪は眼鏡の少女である。
中川部長（なかがわぶちょう）・北上課長（きたかみかちょう）・伊東（いとう）・菊池（きくち）
声 - 広瀬正志（中川部長）
ナカマプラモ社員および仲間堂プラモ社員。中川部長はプラレス選手権開催を決めた人物。北上は出入りするモデラーとの折衝を行うなど、開発現場を取り仕切る立場である。伊東と菊池はエル・ウラカンIIとの再戦のために柔王丸の強化に着手した3四郎にアドバイスを行い、ナカマプラモの設備を使わせるなどさまざまなところで協力。
なお中川と北上は、アニメ版では3四郎の父が興したガウスプラモの社員として登場している（役どころは原作とほぼ同一）。
丹羽
健一郎の弟子の一人。健一郎の死因の不審点に気づいており、3四郎にそのことを内密に伝える。
その他大勢のモデラー
マイコンの源（マイコンのげん）
声 - 三ツ矢雄二
アニメ版では原作とは全く異なる、捻くれた印象の少年という出で立ち。プラレスラーのモスキートはヘリコプターからの変形を行うというギミックを持ち、そのファイトスタイルは腕に装着した針で対戦相手の関節を狙い破壊するというダーティーなもの。一度は柔王丸を下すもその後破れ、後にシーラの手引きで笹本と不本意ながらコンビを組んでジオラマシティーで柔王丸と3度相見える。この時もモスキートを使用した。
改造屋の英（ひで）・ガラクタの留（とめ）・一万ボルトのスターリン・ランダムの獅子王
ナカマプラモに押しかけたモデラーだがそのままその他大勢に。プラレスラーの名前も未登場。
マシンメイクのジョー
第1回、2回選手権参加らしいがプラレスラーの名前も未登場。
コスモスの斉藤
第1回選手権の1回戦でマッドハリケーンと対戦した。インセクターというプラレスラーのオーナー。

### アニメ版のみ登場のキャラクター
素形 薫（すがた かおる）
声 - 猪瀬明子
3四郎の母。亡き夫の会社ガウスプラモ（原作でのナカマプラモに相当）の社長を務めているが、実務は中川部長や北上課長に任せている。
村尾 伸次（むらお しんじ）
声 - 塩沢兼人
3四郎の友人で、柔王丸のマイコンやソフトウェア面をサポートする。眼鏡を掛けていて髪は長く、身体は細身。黒崎＝マッドハリケーンとの初戦では、黒崎のマイコンが3四郎の愛機よりも高性能なので気をつけろという助言を行ったりもした。母親は獣医。
長谷川 哲也（はせがわ てつや）
声 - 龍田直樹
3四郎の友人で、柔王丸のメカニックとして協力。太目だが手先は器用で繊細。柔王丸の内部機構やパーツに関しては、オーナーである3四郎以上に理解しているフシもある。
シーラ・ミスティ
声 - 井上瑤
胸の谷間や二の腕を露出してボディーラインを隠さない妖艶な衣装を着け、3四郎を付け狙うスパイのような美女。位置づけは原作におけるルダ・ロドリゲスに近い。ミ・レディというプラレスラーも使用するが、技術はそれほど高くない。肢体の不自由な弟マーシュ（声 - 鶴ひろみ）を守りたい思いからバレステラの手駒となっていたが、3四郎の活躍でバイオチップによるマーシュの回復が見込めるようになったうえ、自分たちに協力する気など最初から無かったバレステラに見捨てられたことも重なり、改心して3四郎の協力者となる。
バレステラ
声 - 藤本譲
WPWAの役員にして裏の顔役の1人。権威を利用したさまざまな悪事で私腹を肥やしていた。マーシュの治療協力を名目に手駒としたシーラに3四郎を狙わせるが、3四郎たちによって悪事を暴かれたことでWPWAを解体させられ、社会的地位や財産を全て失う。そのことによる深い恨みから復讐を企て、最終回でバイオチップを強奪して利権を得ると共に3四郎の抹殺を企てるが、間違って今日子の手作り弁当のトランクを盗んだうえ、それを指摘しても「自分を騙すための小細工」と断じて聞き入れずに敗れたあげく、トランクの中身が本当に弁当だったことに呆然となる。

## プラレスラー
可動フレームと外装（プラスーツ）を持つ1/6スケールのフィギュアロボット。動力内蔵で無線で操作されるが、内部にマイコン（超LSIとCPU）を持ち制御プログラムをも内蔵しているため、最低限のキーボードワークで操作が可能となる。ただ連載当時の1980年代はマイクロコンピューター（マイコン）という言葉が一般的で、その中身については魔法の箱のようにとらえられており、作中でもICを半田付けして基板を自作する、フロッピーに一万語の音声データを入力する、多関節可動人形の制御プログラムが5.25インチフロッピー1枚、などという描写が随所に見られる。インターフェースや制御プログラムも自作であり、現在大学の研究室レベルで行なわれる開発が個人の家で行なわれているのは驚異的ですらある。なおかつ制御プログラムにより「自我」のようなものが形成されており、オーナーに疑問をぶつける、オーナーに逆らうといった行動をとるプラレスラーすら存在する。なお、JPWA主催の選手権大会に参加するプラレスラーは、強制停止回路（インターラプター）の装着がレギュレーションで義務付けられている。
なお、漫画版では柔王丸・桜姫・リキオーといった人間に近いフォルムを持ったプラレスラーは、機械であるプラレスラーにはないはずの人間のような瞳が描かれ、あたかも人間がプラスーツを纏って闘っているかのように描かれているが、これはあくまでも3四郎たちからプラレスラーを見たときのイメージである。対するアニメ版は柔王丸を含むすべてのプラレスラーを純然たる機械として描いており、漫画版とは対照的である。ただし、初期設定では漫画版と同じようにすべきか試行錯誤しており、ラフ画ではプラスーツを纏った人間体バージョンの柔王丸も描かれている。
柔王丸（じゅうおうまる）
3四郎ハンドメイドのプラレスラー。柔道着をモチーフとする意匠を持ち、頭部ヘルメットにはJの刻印を持つ。原作ではジュニア・ヘビー級という位置付けでスピードを活かした一撃離脱戦法を得意としている。必殺技は巴（ともえ）スープレックス、巴クラッシュ、巴ドライバー。ナカマプラモから発売されたスタンダードモデルの原型でもある（元々初期の柔王丸は、ナカマプラモのジュニアヘビー級相当のプラレスラーキットの試作品がベース）。
ザ・魔人戦ではFRP製プラスーツの破損で苦戦したが、第1回選手権からはプラスーツがセラミック製となり飛躍的に耐久力を高めた。
荒巻との野試合（非公式戦）においては、外見上こそヘルメットに鋲打ちされたディテールが入る程度のマイナーチェンジだったが、内部機構が全面的に見直され、十数パーセント程度ではあるがスピードやパワーなどが向上。手足には空中での姿勢制御や緊急回避のためのエアー噴射機構が新たに備えられた。また、手が超合金製のパーツに換装されてチョップ攻撃で威力を発揮し、荒巻が「身体の大きさに似合わないパワフルさを発揮しやがって」と慌てる一幕もあった。
第2回選手権では、ヘルメット前面や手足にメタル製のプロテクター・パーツが追加されるなど、外見が一新された。手には空中での姿勢制御用フィンも装備。操作に使うマイコンもそれまでのハンドヘルト型（エプソンHC-20がモデル）からディスプレイ付のモデルにグレードアップした。足に仕込まれたリニアモーター（3四郎曰く「リニアモーターレッグ」）をメカリングの骨格に使用されている鉄骨が帯びた磁気と反発させることによって、驚異的なスピードを誇る。またリニアモーターは、その磁界を自在に反転させることが可能であり、外部の磁気と引きつけたり反発させたりすることによってその吸着力・反発力を自身のパワーとして利用することも可能。3四郎の亡き父・素形健一郎教授の遺した研究記録をベースとした機構も導入された。最大の変化はその動きにあり、試合を見ていたモデラーの一部はプラレスラー離れしていると評価。本職が医師であるドク松任谷をして、「人間に近い動きをしている」と言わしめた。
第2回選手権の直後、ロドリゲス父娘との再戦からは音声入力を併用した。これは複雑な動きこそ不可能だが、プログラムパターンナンバーや技の名前を指示する事で、キーボードでの入力なしでその動作を行えるというもの。3四郎の愛用するサンバイザーに入力用のインカムマイクをセットして使用する。
他に、エル・ウラカンIIの計り知れない戦闘力への対抗策として、下腕部の姿勢制御用フィンを展開して正円状のシールドにするという機構も追加されたが、これはあっさりと破壊されてしまった。
また、エル・ウラカンの強さに恐怖した3四郎が、柔王丸を武装しようと武器パーツを製作したが、今日子に説得され、自分の過ちに気付き装着はさせず、この経験が後述の柔王丸Sを製作するきっかけとなっている。ただし、連載時の表紙で「もし柔王丸が武装パーツを装着したら」というテーマで装着した姿が描かれている。
タッグ選手権期間中に、御前率いる謎の組織の策謀によって爆破・大破されてしまったが、後に改良･強化を受けた柔王丸S（後述）となって復活する。
なお、柔王丸の容姿について、作画の神矢みのるは文庫版3巻の巻末で「4〜5年後、3四郎が成長して頭身が伸びた姿」であると語っている。
柔王丸S（スペース）
オプション装備でさまざまな局面に対応できるようになった柔王丸。柔王丸Sはその1バリエーションであり、水中でのシミュレーションを元にした無重力空間用行動プログラムと専用の外装パーツによって構成される。外装パーツはプラレスラーサイズのアタッシュケースに納められ、柔王丸が自分で装着する事も可能。顔面部が透明なシールドで覆われているなど、その姿は宇宙飛行士のようなイメージである。これまで内蔵するなどして柔王丸本体、すなわちプラスーツに直接装備されていたエアー噴射機構は外装パーツ側に装備される形となった。
宇宙からの使者の配下であるブラックセンチュリーとの対戦では、密閉空間に閉じ込められたため外装パーツを装着できず苦戦するも、3四郎の機転で敵の攻撃を受け流しつつ無重力空間用データを蓄積して反撃に転じた。
柔王丸S（プラリンピア仕様）
佐古田兄妹主催の手作りイベント、プラリンピアに出場した際の柔王丸S。古代ローマ風の兜や篭手を装着していた。「柔王号」という2頭立て二輪戦車を使用している（馬も手作りのペガサスが2頭）。

ジャスター
素形健一郎が人間工学の粋を集めて作り上げた機体。柔王丸同様に柔道着の意匠を持つ外観を持っている。健一郎の事故死によりプロト・ウラカンとの対戦は実現しなかった。
桜姫（さくらひめ）
ナカマプラモから発売予定のスタンダードモデルを改造して作られた女性型プラレスラー。オーナーは吹雪今日子。今日子はプラレスに関しては素人同然だったため、製作に際しては成田が全面的にバックアップしている。第2回選手権から参戦するも、当初は弱小プラレスラーであった。エル・ウラカンの暴走により破損した柔王丸の修理時間を稼ぐためにタコボーイとともにエル・ウラカンに挑むも、歯が立たずに機能を停止する。タッグ選手権では3四郎によりチューンされ性能はアップするも、オーナーである今日子の操作技術が未熟なために実力を発揮できずにいた。だが、オーナーの成長とともにその実力を発揮、五洋プラモのモンスーンシリーズを退けるほどの力を見せた。
初期型は、両手足にレッグウォーマーのようなクッション材（?）を巻き、ビキニアーマーのようなプラスーツを付けている。ヘッドギア状の頭部装甲にSの刻印がある。なお、ビキニの下にはなぜかしっかり乳房が作られており、後述のタコボーイ戦ではビキニを脱がされ、物語後半では自分からビキニを脱ぎ乳房を露出させ、お色気作戦を行ったことがある。
3四郎の手によるチューンアップを施された後期型は、手首・足首にプラスーツが追加され、上半身は胸部を完全に覆う形状の多少大型のプラスーツになっている。
連載終了後も柔王丸とともにフィギュア化されるなど、人気のあるプラレスラーだが、作画を担当した神矢によれば連載当時は人気もなく「間が持てないから出したようなキャラ」だとのことで、現在『3四郎』の話題になると桜姫の話題ばかりとなることに神矢自身驚いているという。続編「プラレスラーVAN」ではより軽量化したスピード仕様の市販モデル「S（スモール）フレーム」が登場した。 
桜姫（プラリンピア仕様）
ワンピース型のスケイルメイル状のプラスーツを付け、手足、頭にローマ剣闘士の鎧風のプラスーツを装着している。

リキオー
成田シノグの開発したプラレスラー。トロン風の幾何学模様の入ったプラスーツが特徴。成田のハンドメイドであり、高い実力を秘めている。オーナーである成田のフェアプレー精神により正統派ストロングスタイルを貫くあまり、決勝にはなかなか進出できない不運のプラレスラーである。
リキオーII（ツー）
リキオーの改良型。外見に大きな変化は見られない。後に五洋プラモに柔王丸の救援に駆けつけ、モンスーンシリーズを圧倒する。
リキオー（プラリンピア仕様）
ローマの剣闘士風の外観のプラスーツに換装したリキオー。「シルバーホーン」という2頭立て二輪戦車を使用している（馬も手作りのユニコーンが2頭）。

イカロスウイング
成田シノグが開発したアニメ版オリジナルのプラレスラー。リキオーとはデザインが異なり、未来的な甲冑を装着したようなデザインとなっていて、顔も甲冑に覆われ表情は見えない。アニメ版では、このイカロスウイングが成田シノグのプラレスラーとなっているので、リキオーは登場しない。
タコボーイ
山口章太ハンドメイドのプラレスラー。素体となるキットが発売されているにもかかわらず完全オリジナルで仕上げられた、ある意味では柔王丸と同等のプラレスラー。しかし章太の技術不足から、まともには動作せずお笑い担当の最弱プラレスラーとなっている。衝撃吸収可能なプラ（?）スーツを持ち、どじょうすくいを踊れる、落語ができるなど多芸。初登場で桜姫と対戦しビキニを外すなどセクハラ行為を見せた。アニメでは29話で柔王丸のテストで対戦するために登場した、「しょうちゃんメカ」と呼ばれただけでタコボーイという名前は使われなかった。額の温泉マークが湯気三本ではなくSの字になるなど若干デザインが異なるが原作に近いデザインをしている。
タコ・ハイパワー
キング・ボヘミアンの乱入に対し、柔王丸を救おうと立ち向かったタコボーイのパワーアップバージョン。エル・ウラカンに歯牙にもかけられなかったことから、仲間プラモの伊東研究員を半ば脅して作ってもらったパワーアップユニットと合体。パワーはタコボーイよりもアップしていた模様だが、結局はキング・ボヘミアンに一蹴されてしまった。
タコボーイ（プラリンピア仕様）
「タコ・ハイスピード号」という二輪戦車に乗り登場。頭部に剣闘士風のとさかがある以外はあまり変わっていない。戦車を引くのも2匹のタコ。

マッド・ハリケーン
スーパーヘビー級と称される大型プラレスラー。オーナーは黒崎玄剛。並み居る強豪を打ち倒し第1回選手権では柔王丸と決勝を争う。10メートルの高さからの落下にも耐えられる強靭なボディを持ち、スーパーヘビー級ながらも背中のファンと足底の車輪を用いて高速機動が可能。また腕力も凄まじく、鉄棒を簡単に折り曲げることができる。隠し武器として、手首から先が伸縮してリーチを変える技を持っているが、手首と腕とが金属シャフトで連結されていたため柔王丸を投げ落とそうとした際に柔王丸もろともリング外に転倒、折れたシャフトで胸部のメイン基板を貫かれ機能停止する。
外見的にも黒崎のプロモデラーとしての技量が存分に発揮されており、初登場でのウェザリングを施したその姿が醸し出す存在感・威圧感は仲間堂の常連達を大いに驚かせた。
新マッド・ハリケーン
角ばっていたマッドハリケーンを曲面主体にリニューアルし、構造を完全に見直し再設計したプラレスラー。腰に可動部が増えたことで、上半身を回転させながら両腕も回転させるサイクロン・ラリアート・スペシャルが使えるようになった。また手首の機能も改良され、シャフトではなくチェーンで連結する「マッドランチャー」になった。ウラカンIIとの果し合いで完全に破壊されるも、タッグ選手権で復活し、クレイジーホースとタッグを組む。
新マッド・ハリケーン（プラリンピア仕様）
プラリンピア用に毛皮でデコレートしたマッドハリケーン。バーバリアン風になってワイルドさが増しているが物言いはカマっぽくなった。「マッド・クラッシュ号」という2頭の馬に引かせる装甲戦車に乗る。

ミステリアスΣ（シグマ）
第2回選手権で黒崎が使用したプラレスラー。マッドハリケーンよりもさらに大型のプラスーツを装備し、ヌンチャクや毒霧殺法で柔王丸を翻弄した。ホバーノズルを用いており機動性も高い。しかしパワーウェイトレシオの問題から耐久性の低いプラスーツ（軽量だが衝撃に弱いジュラルミン製）を用いていたのを看破され敗退。その後は2度と使用されなかった。
ブラッディーX（エックス）
黒崎の兄弟子である荒巻が、柔王丸との決闘用に開発したオリジナルのスーパーヘビー級プラレスラー。1/1サイズまで作って研究した成果もあり、柔王丸をあわやというところまで追い詰めた。本来の競技としてのプラレスでは禁じられている爆薬などを仕込んだデスマッチ仕様となっている。上半身の肩にあたる部分に大型のホバーノズルを持ち、短時間なら飛行すら可能。反面、腕は胴体前面につく短いもので、前後に長い頭部と逆関節で一つ関節の多い脚部とマッチして恐竜のようなフォルムを持つ。実は上半身は排除可能で、中から人間に近いフォルムの本当の上半身が出ると、ストロングスタイルのプロレス技も使用可能という強力なプラレスラー。あまりオーナーである荒巻を信用していなかったらしい。
なお、荒巻に言わせると、ブラッディーXとは柔王丸との決戦に用いた嵐が丘のディオラマ（プラスチック製パーツを溶かすシンナーの池や、シンナーの臭いを感知させないための換気口、落雷や地震を起こす装置なども備わっていた）まで含めた決戦用の部屋そのものであり、プラレスラーはその一部でしかないという。ただし、荒巻は柔王丸を敗北させる＝直接破壊するのはプラレスラーでなければ外部にアピールする意味がないとも語っていた。
鬼弁慶（おにべんけい）
第2回選手権で荒巻が使用したプラレスラー。柔王丸にあっさり負け、荒巻は研究時間不足を言い訳にしていた。
クレイジーホース
タッグ選手権に参加するために公式レギュレーションに合わせたブラッディーXの改良版。上半身は最初からストロングスタイルになっており鋭利なツメ状だった指も丸型に変更されている。新マッドハリケーンとタッグを組むが、1回戦で成田・ルダ組に敗退する。
ブラッディーY、Z（ワイ、ゼット）
プラリンピア仕様のクレイジーホース（ブラッディーX）。下半身をケンタウロス形態に換装した2体の同型プラレスラーがダミー戦車を引くという獣戦車形態を取る。戦車形態の名称は「チェリーピンク」。
ザ・魔人（まじん）
笹本悟が製作したプラレスラー。ナカマプラモ研究室で柔王丸と日本初のプラレスを行なった。FRPで鉛をサンドしたプラスーツを持ち、ヘビー級とされる。スパルタンな外観を持ち、空中殺法まで使いこなすオールラウンダー。そのパワーで柔王丸のFRP製プラスーツを破壊するものの、自重が災いして柔王丸に負ける。
ザ・魔人EX（エクストラ）
タッグ選手権に参加したときの強化型。柔王丸・桜姫のタッグと初戦で激突するが敗退。プラリンピアにも出場しており、4匹のキツネに引かせる「ファイヤーフォックス」というオートバイを模した三輪戦車を使用した。
ザ・魔人（市販タイプ）
ナカマプラモで発売のために試作されたプラレスラーキットの一つ。コストの問題や構造の複雑さのために企画自体は中止となっている。ほぼザ・魔人と同等の性能であり、マイコン周辺はメーカーのリファインもあり、強化前の柔王丸よりも性能的には優れている。。対ウラカンII戦のため強化された柔王丸の最終調整の対戦相手として成田の操作で柔王丸と戦うも、音声入力などさまざまな強化が行われた柔王丸に一蹴された。続編「プラレスラーVAN」ではコストダウンを果たして「M（ミドル）フレーム」として市販されている。

エル・ウラカン
ペドロ・ロドリゲスの作り出した軍事用シミュレーションドールの派生型。主にWPWAの舞台を主戦場としており、プラレスの舞台を借りて性能向上に努めていた。オペレーターはペドロの養女であるルダ・ロドリゲス。ヘビー級のボディを持ちながら強力なホバーノズルを駆使した華麗な空中殺法を得意とし、対戦相手を完膚なきまでに破壊するファイトスタイルから、スペイン語で「暴風」を意味する「ウラカン」の名を持つ。試合ごとにプラスーツを替えるパフォーマンスを行なっている。通常はリミッターで出力を制御し、多少ラフでもストロングスタイルを主とする第一回路（闘神ユイツロポチトリ）で動くが、パワーをまったく抑えないパワー殺法&ラフファイト主体の第二回路（邪神テスカトリポカ）を併せ持つ。第二回路になると緊急停止回路も外れ（これは本来、競技団体からの追放もあり得る重大な違反）、相手を破壊するまで止まらなくなる。後頭部に回路の中枢があり、必殺技ピラミッドクラッシュを柔王丸に食らわすものの、相打ち覚悟の柔王丸のヒザにより自爆させられ敗れる。
エル・ウラカンII（ツー）
エル・ウラカンの改良型。ウラカンの弱点であった後頭部を防御するプラスーツに換装され、デスマッチ用のチューンが施された。さらに操作はある研究所のスーパーコンピュータからの遠隔操作であり、情報処理能力も強化されている。走行するトレーラー内のディオラマ上で柔王丸とデスマッチを行ない、ヒートナイフを仕込んだ特殊合金製のクローやラッカーシンナーを噴出させるといった破壊技を使うが、帯電したトレーラーの磁気を利用した柔王丸に完全破壊される。

量産型エル・ウラカン
軍事利用のため開発されたエル・ウラカンは多くの派生型を持つが、柳原助教授を監視していたスパイタイプもエル・ウラカンの派生型の一つである。大型カメラアイや集音マイクを内蔵し、ラジコン飛行機で移動する。また、自爆機能も備えている。
プロト・ウラカン
ウラカンシリーズのもととなったと思われる機体。素形健一郎製作のジャスターと戦う予定だったが、健一郎の死亡により実現しなかった。
ウラカンF（ファイナル）
ウラカンシリーズの一つの完成形。魔神ゴールに姿を変えていたが、柔王丸とのプラレスでの対戦時にその正体を現す。それまでのウラカンの記憶が移植されており、プラレスラーのくせに饒舌。弱点だった首は完全に固定され、死角はない。しかし柔王丸と極限の同調をみせた3四郎の操作により、ほんのわずかな隙をつかれピンフォール負けする。
なお、歴代のウラカンシリーズ（プロト・ウラカンを除く）の中で、ウラカンF だけ名前の前に『エル（el）』という定冠詞がつかない。
ラ・ジョロナ
ペドロ・ロドリゲスのもとを離れたルダ・ロドリゲスが、心機一転作り上げた女性型プラレスラー。柔構造ボディを持ち、関節技がほとんど効かない。またリニアモーターを応用したジャイロ・コンパスシステムという機能を持っており、どんなに投げられても決してダウンすることはない。そしてウラカンゆずりのラフファイトも可能である。成田とタッグを組んでタッグ選手権に出場、柔王丸と対峙するが、ラフファイトを嫌う成田によりリキオーとの連携を絶たれ孤立、そのままラフファイトで柔王丸に立ち向かうが、完成直後で未熟成の機体のため、数々の激戦をくぐり抜けてきた柔王丸の前に敗れた。その後はヨーロッパを転戦していたらしい。
キング・ボヘミアン
地下プラレス王者の大貫条也操るプラレスラー。阿修羅のような三面六臂の体躯と古代インド拳法（カラリパヤット？）を操るスーパーヘビー級のプラレスラー。柔王丸とデスマッチを行なうが、御前の刺客の自爆メカから柔王丸をかばって機能停止。大貫の繰り出そうとした残虐ファイトに異議を唱えるなど、誇り高い王者であった。
アルバトロスQ
プラキット竜のプラレスラー。第2回選手権から登場し、その時は2回戦で柔王丸に敗北。しかし、タッグ選手権ではラナウン・シーと組んで見事優勝の栄冠に輝く。
ラナウン・シー
キーボードの女豹のプラレスラー。妖精の名を冠するに相応しく昆虫のような羽根を持ち、足も爪のようになっている。しかしプラスーツはとげとげ付の黒い皮製パンクファッションである。第2回選手権から登場し、その時は2回戦でリキオーに敗北。しかしタッグ選手権ではアルバトロスQとのコンビで優勝。タッグチーム名はリベンジャーズ。
エレクーダ
ドク松任谷のプラレスラー。第2回選手権でエル・ウラカンの前に準決勝で敗退する。
バイオノイドΣ（シグマ）・バイオノイドΛ（ラムダ）
ドク松任谷とフロッピー錠児が共同開発したタッグ用プラレスラー。色の配置が違うだけのそっくりな外観を持っているが、透明なメカ露出のデザインがそれぞれ異なる。性能も外観同様まったく同じで、絶妙のコンビネーションプレイが最大の持ち味だが、決勝戦でリベンジャーズに敗れる。タッグ名はインターフェース。
キング・カニカン
スパーク石松のプラレスラー。カニを模している。頑丈な甲羅で相手の攻撃を受け流してチャンスを狙う戦い方をすると思われるが、タコボーイと共にお笑い要員になった。プラリンピア編ではブリキン・エクスプレスというカニの缶詰風の戦車に乗り、座席の缶詰に身を潜めるという方法で自衛を試みるが、邪神グールにより粉砕された。プラリンピア編では、一応ローマ風を思わせるパーツがほんのわずかついていた。
カバノホマレ
ジャンクの岩鉄のプラレスラー。カバの頭部に手足が生えたようなスタイルをしている。頭部は別に存在する。パワーを活かしたタックルが自慢と思われるが、キングカニカンとともに雑魚扱いでヤラレ役だった。プラリンピア編では、一応頭部にとさかが追加されている。使用戦車は、2頭のカバが引くヒポポタマークI（ワン）。
スネークマジック
不敵のからくりマックのプラレスラー。名前の通りヘビのような姿をしている。手足を折りたたみ多関節の胴体で締め上げる戦法を得意とする。第1回選手権の1回戦で柔王丸と戦った。
レッド・アロー
第2回大会に参加したプラレスラー。オーナーはサム・モリスン。オーナー同様モヒカン刈りで、パンクイメージのヘビー級プラレスラー。パワー殺法でリキオーを追い詰めるが、起死回生の延髄斬りに倒れた。
バトル・モンスター
第2回大会に参加したプラレスラー。オーナーはクリフォード・ハッコー。ハルク・ホーガンをモチーフにしたようなフォルムを持っており、圧倒的なパワーで相手を叩き潰すが、準決勝で柔王丸の前に敗れる。タッグ選手権ではクラッシャー・ブルートというプラレスラーと、ミラクルパワーズというタッグ名で出場していた。
バイオニクサー
第2回大会に参加したプラレスラー。オーナーはジャン・ベコー。劇中では目立った活躍は見せなかった。
モンスーン3号
御前の組織の破壊工作用の機体。プラレスラーのような人型をしているが中身は破壊兵器である。五洋プラモで量産されていた。
モンスーン5号
御前の組織の破壊工作用の機体。触手状の手をした怪物型破壊兵器である。五洋プラモで量産されていた。
モンスーン6号
御前の組織の破壊工作用の機体。モンスーン5号と同じく怪物型をした自爆兵器。柔王丸Sとキング・ボヘミアンの試合に乱入し、自爆機能で両者を葬り去ろうとした。
スネゲイダー4号
暗殺、破壊工作用の機体。柔王丸Sの水中用オプション試験の際に柔王丸を襲った。魚型から人型に変形できる。
ブラック・センチュリー
五洋プラモ地下の無重力ドームで柔王丸Sと戦った、髑髏の顔を持つ無重力戦闘用プラレスラー。最初は無重力戦のデータを持たない柔王丸Sを圧倒するが、戦いながらデータを集め、対等な立場に立った柔王丸Sには逆に圧倒された。柔王丸とリキオーのコンビの前に叩きのめされていたようだが、結末が描かれていないためにその後の行方は不明。
宇宙よりの使者
迫水博士の宇宙開発用EVAのデータを欲していた謎のエージェント。同名のプラレスラーが会話をほとんど肩代わりしていたために正体は不明。プラレスラーの宇宙よりの使者も、ドーム状の頭部で中身がはっきり見えない。成田達の乱入によってバトルロイヤル状態となった後は柔王丸とリキオーのコンビに圧倒されていたが、ブラック・センチュリー同様最後はどうなったかは不明。プラレスラーでありながら、バニーガールスタイルの女性型ドールをはべらせてワイングラスを傾けるという趣味を持つ。
カール
佐古田兄妹のプラレスラー。長身痩躯のアスリート型。プラリンピア開催を願う佐古田兄妹にとってプラリンピアの象徴であり愛機。双子のコンビネーションを活かした二人同時操作で、並のプラレスラーの倍のスピードを誇る。プラレスでの魔神ゴール戦でばらばらに分解された。戦車は2頭の装甲つきのサイに曳かせる重戦車ナースホルン。
邪神グール
エジプトの神アヌビス神を模した犬頭のプラレスラー。クラッシュ・モデラーズの1人邪ヶ野がオーナー。虐殺回路（スローターサーキット）を内蔵しており、相手をチタン製ヒート牙（タスク）で噛み砕く。戦車レースにおいて、2匹のカブトムシに引かせる巨大ローター型の機甲戦車スカラベを用いて対戦相手を次々に回転ローターで粉砕したが、柔王丸に敗れる。御前のもとで生産された戦闘ドールの派生機である。
魔神ゴール
フード付の服を来た隠者のようなスタイルをしたプラレスラー。クラッシュ・モデラーズの1人魔崎がオーナー。衣の下のプラスーツには、対戦相手を分解するための凶器を80箇所にわたって内蔵している。対戦相手をネジ一本残さず分解するため、壊し屋と恐れられている。その正体はウラカンFであり、凶器を失った後はプラスーツを交換、柔王丸と壮絶な戦いを繰り広げた。戦車戦では2匹のヘビが引く軌道重戦車ミッドガルドを使用した。ミッドガルドのヘビは尻尾を咥えて車輪状に変形、胴体からスパイクが出てコース上のすべてを破壊する戦車であった。
巨神トロール
巨大なバーバリアン風のプラレスラー。クラッシュ・モデラーズの1人巨木がオーナー。魔崎が敗れたため実際に戦ってはいないが、魔神ゴール対柔王丸のプラレス戦ではセコンドに付き、電磁ワイヤーに電力を供給して柔王丸のリニアモーターパワーを封じた。強大な電力を活かしたパワーファイターであり御前のもとで生産された戦闘ドールの派生機のひとつ。戦車戦は描写されず。
ジーグ・フリート
WPWA現世界無差別級チャンピオンのプラレスラー。プラリンピア編では偽装して、「黒騎士（ブラックナイト）」を名乗っていた。

## 劇中用語解説
すべて架空の企業、団体、商品。
ナカマプラモ
業界の中堅メーカー。仲間堂プラモという販売店チェーンを持っている。第1回プラレス選手権の主催企業。
大日本模型
ダイモと略称される業界最大手の玩具メーカー。『ジャンボ・キカイナー』、『超金属』シリーズをヒットさせたが近年業績が低迷している。プラモは『ランダム』から参入。『洗剤メカ・ザブ』も手がけている。次なるヒットを目論んでプラレスに目をつけ、第2回プラレス選手権大会を世界プラレス連盟（WPWA）の認可のもと開催。ゆくゆくは世界大会の開催を狙っている。
プラレス・スクエア・ガーデン
日本のプラレス競技の中心として、第2回全日本プラレス選手権とタッグ選手権で使用した施設。「プラレス・スクエア・ガーデン」は愛称であり、正式名称は「プラレス会館」。都市湾岸部の突端に位置し、立地および建物の造形は、オーストラリアのシドニーにあるオペラハウスに酷似している。内部には大勢の観客を収容できる観客席と多数のメカリング、電光掲示板や巨大なモニターを備えている。なお、愛称は『格闘技の殿堂』として名高いマディソン・スクエア・ガーデンから名づけられた。
五洋プラモ
プラレスブームにより急成長した後発企業。そのわりにヒット商品に恵まれていない会社。2代目と呼ぶと怒る若社長や身なりの悪いチンピラなどがおり、どう見てもカタギの会社ではなかった。その正体は御前が操る闇の組織の手先であり、御前の手により一晩で社屋ごと消失してしまう。
ナウイ
『ネクラス』シリーズを販売するプラモメーカー。
ナガラ
『タクラム』シリーズを販売するプラモメーカー。
プラリンピア
古代オリンピック競技を基礎にした、槍投げ・戦車レース・レスリング（プラレス）の3種目で競う新競技。戦うだけのプラレスよりも総合的にプラレスラーの性能が問われるが、プラレスの普及を第一に考えているJPWAからは異端視されていた。
JPWA
日本プラレス連盟。日本のプラレスの元締め。ランキング戦はJPWAの会員資格が無いと参加できない。
WPWA
世界プラレス連盟。世界のプラレスの総元締め。ナカマプラモが新商品として開発したのは世界での流行を受けてのことらしい。現会長兼無差別級チャンピオンはフリッツ・ガイゼル。
ガレージ・プラレス
連盟の定めたルールによってスポーツ化された「表のプラレス」ではなく、互いの機体がクラッシュするまでのセメント・バトルを前提として行う「裏のプラレス」の集まりで「地下プラレス」とも呼ばれる。
賭博の対象とされる事も多くダーティなファイトがスタンダードだが、その反面「ルールを守っても十分強い者」もおり、表との差別化から使用する機体を「プラバトラー」と呼ぶ者もいる。

## テレビアニメ版
東宝と旭通信社の共同製作により、1983年6月5日から1984年2月26日まで、TBSほかにて放送された。全37話。
アニメーション制作は、いのまたむつみを擁して黎明期のOVAで一時代を築いたカナメプロダクションが担当したが、同社がテレビアニメでメインのアニメーション制作としてクレジットされたのは、結果的に本作が最初で最後であった。
原作の様なプラレスラーの擬人化描写は無く、あくまでメカニックとして描かれている。原作連載中のアニメ化という理由もあり、桜姫が登場しない、今日子がプラレスラーとして試合に参加することはないなど、アニメオリジナル要素が多く盛り込まれている。その最たるものが、原作で描かれたマイコンだけでなく脳波によるプラレスラーの操作を可能にする新型集積回路「バイオチップ」の登場である。それを用いた技術は「脳波誘導」と称され、人体の不自由な部分を脳波で操作して健常な人と同様の日常生活を実現させることへの応用が可能であるが、軍用殺戮ロボット兵器への応用も可能であるため、バレステラが私腹を肥やそうと企むことにもつながっている。

### スタッフ
- 原作 - 牛次郎、神矢みのる
- 企画 - 春日東
- チーフディレクター - 湯山邦彦
- シリーズ構成 - 藤川桂介
- キャラクターデザイン - いのまたむつみ
- メカニックデザイン - 小原渉平、豊増隆寛
- 美術監督 - 水野尾純一 → 勝又激
- 編集 - 掛須秀一
- 音響監督 - 松浦典良
- 音楽 - 槌田靖識[1]
- プロデューサー - 大貫伊佐雄、片岡義朗
- 制作協力 - カナメプロダクション
- 製作 - 東宝株式会社、旭通信社

### 主題歌
オープニングテーマ「夢操作P.M.P.1」
エンディングテーマ「クラフト・ラブ」
上記の2曲とも、作詞 - 牛次郎 / 作曲 - 謝花義哲 / 編曲 - 槌田靖識 / 歌 - 片桐圭一 / レーベル - ビクターレコード
なお、「P.M.P.」はプラモデル・マイコン・プロレスの略である。

### 放送リスト
| 話数 | 放送日        | サブタイトル                                      | 脚本     | コンテ     | 演出     | 作画監督       |
| ---- | ------------- | ------------------------------------------------- | -------- | ---------- | -------- | -------------- |
| 1    | 1983年 6月5日 | 柔王丸・これがプラレスだ!!                        | 藤川桂介 | 藤原鉄太郎 | 石田昌久 | いのまたむつみ |
| 2    | 6月12日       | デスマッチ・黒崎VS3四郎!!                         | 藤川桂介 | 落合正宗   | 石田昌久 | 影山楙倫       |
| 3    | 6月19日       | ザ・魔神 パワーアタック!!                         | 藤川桂介 | 落合正宗   | 落合正宗 | 高井久         |
| 4    | 6月26日       | 受けてみろ 火の玉チャレンジ                       | 武上純希 | 落合正宗   | 小鹿英吉 | 影山楙倫       |
| 5    | 7月3日        | あぶない!3四郎危機一髪!!                          | 寺田憲史 | 落合正宗   | 小熊公晴 | よしなが尚     |
| 6    | 7月10日       | ついに出た!女子プラレスラー!!                     | 武上純希 | 石田昌久   | 石田昌久 | いのまたむつみ |
| 7    | 7月17日       | 暗殺者鉄仮面!?死の子守唄!!                        | 藤川桂介 | 小鹿英吉   | 小鹿英吉 | 影山楙倫       |
| 8    | 7月24日       | ライバルを倒せ!!成田VS3四郎!!                     | 藤川桂介 | 石崎すすむ | 関田修   | 福島喜晴       |
| 9    | 7月31日       | 復讐のマッドハリケーン!!立て柔王丸!!              | 藤川桂介 | 落合正宗   | 石田昌久 | 落合正宗       |
| 10   | 8月7日        | 激突!!スケボーキッド ハワイからのチャレンジャー!! | 寺田憲史 | 衣里友孝   | 小熊公晴 | よしなが尚     |
| 11   | 8月14日       | 必殺のマタドール!怒れ柔王丸!!                     | 武上純希 | 金田伊功   | 湯山邦彦 | いのまたむつみ |
| 12   | 8月21日       | 殺しのスターダスト!狙われた柔王丸!!               | 寺田憲史 | 小鹿英吉   | 小鹿英吉 | 影山楙倫       |
| 13   | 8月28日       | プラレスウォーズ!チャンプをめざせ柔王丸!!         | 藤川桂介 | 石田昌久   | 石田昌久 | 猪木寛倫       |
| 14   | 9月4日        | 宿命のライバル!激闘柔王丸!!                       | 藤川桂介 | 小熊公晴   | 小熊公晴 | 福島喜晴       |
| 15   | 9月11日       | 強敵出現!カンフーVS柔王丸!!                       | 藤川桂介 | 湯山邦彦   | 湯山邦彦 | 高井久         |
| 16   | 9月18日       | 決闘ジオラマシティー!柔王丸2対1!!                 | 武上純希 | 越智一裕   | 越智一裕 | 越智一裕       |
| 17   | 9月25日       | 華麗なるチャレンジャー!柔王丸獣の舞!!             | 寺田憲史 | 堀兼一     | 小熊公晴 | よしなが尚     |
| 18   | 10月2日       | ハイウェイバトル!決死の柔王丸!!                   | 藤川桂介 | 衣里友孝   | 小熊公晴 | 新田敏夫       |
| 19   | 10月9日       | 新たなる夜明け!甦れ柔王丸!!                       | 藤川桂介 | 石田昌久   | 石田昌久 | 高井久         |
| 20   | 10月16日      | ハート&マシーン!!柔王丸!遥かなる道!               | 藤川桂介 | 小熊公晴   | 小熊公晴 | 福島喜晴       |
| 21   | 10月23日      | スペースシャトルの罠!宇宙に翔べ柔王丸!!           | 武上純希 | 小鹿英吉   | 小鹿英吉 | 猪木寛倫       |
| 22   | 10月30日      | 黒崎執念の挑戦!生き残れるか柔王丸!!               | 藤川桂介 | 落合正宗   | 石田昌久 | 落合正宗       |
| 23   | 11月6日       | プラレス大戦争!アジアに輝け柔王丸!!               | 寺田憲史 | 湯山邦彦   | 湯山邦彦 | 高井久         |
| 24   | 11月13日      | 処刑の塔!柔王丸怒りをこめて戦え!!                 | 武上純希 | 堀兼一     | 小熊公晴 | 新田敏夫       |
| 25   | 11月27日      | アメリカから来たチャンプ!柔王丸明日への旅立ち!!   | 寺田憲史 | 石田昌久   | 石田昌久 | 高井久         |
| 26   | 12月4日       | 柔王丸!真昼のウエスタンファイト!!                 | 藤川桂介 | 遠藤克己   | 小熊公晴 | 福島喜晴       |
| 27   | 12月11日      | 柔王丸!明日に向かって走れ!!                       | 藤川桂介 | 小鹿英吉   | 小鹿英吉 | 影山楙倫       |
| 28   | 12月18日      | 悪魔の夜!柔王丸,闇を裂け!!                        | 武上純希 | 湯山邦彦   | 湯山邦彦 | 平野俊弘       |
| 29   | 12月25日      | 死のステージ!目覚めよ!柔王丸!!                    | 寺田憲史 | 堀兼一     | 小熊公晴 | 新田敏夫       |
| 30   | 1984年 1月8日 | 柔王丸!明日への誓い!!                             | 寺田憲史 | 石田昌久   | 石田昌久 | 高井久         |
| 31   | 1月15日       | 柔王丸!燃えるプラレス魂!!                         | 武上純希 | 小鹿英吉   | 小鹿英吉 | 村中博美       |
| 32   | 1月22日       | 頭上の敵機!跳べ柔王丸!!                           | 藤川桂介 | 小鹿英吉   | 小熊公晴 | 新田敏夫       |
| 33   | 1月29日       | これが脳波誘導だ!走れ柔王丸!!                     | 藤川桂介 | 湯山邦彦   | 石田昌久 | 高井久         |
| 34   | 2月5日        | 柔王丸!チャンプへの道!!                           | 藤川桂介 | 沖倉純平   | 沖倉純平 | 平木直太       |
| 35   | 2月12日       | 柔王丸!世界が変わる日だ!!                         | 藤川桂介 | 落合正宗   | 石川康夫 | 落合正宗       |
| 36   | 2月19日       | 柔王丸!プラレスよ永遠に!!                         | 藤川桂介 | 湯山邦彦   | 石田昌久 | 藤岡正宣       |
| 37   | 2月26日       | 柔王丸!希望の戦士!!                               | 藤川桂介 | 湯山邦彦   | 湯山邦彦 | いのまたむつみ |

### 放送局
- TBS（キー局）：日曜 17:00 - 17:30
- 北海道放送
- 青森テレビ　水曜 17:30 - 18:00[3]
- 東北放送：日曜 17:00 - 17:30[4]
- テレビユー福島（1983年12月25日から放送）：日曜 17:00 - 17:30 [5][注釈 3]
- 新潟放送：水曜 17:30 - 18:00（1984年4月4日から6月20日まで）[6]
- 富山テレビ: 月曜 16:50 - 17:20（1983年7月4日から1984年4月9日まで放送）[7]
- 信越放送：金曜 16:55 - 17:25[3]
- 中部日本放送
- 毎日放送：土曜 17:30 - 18:00（先行放送）
- 山陽放送
- 中国放送
- RKB毎日放送：日曜 17:00 - 17:30
- 大分放送：月曜 17:20 - 17:50[3]

| TBS 日曜17:00 - 17:30枠 | TBS 日曜17:00 - 17:30枠 | TBS 日曜17:00 - 17:30枠 |
| 前番組                  | 番組名                  | 次番組                  |
| ----------------------- | ----------------------- | ----------------------- |
| コメディーハウス'83     | プラレス3四郎           | ビデオ戦士レザリオン    |

### 補足
第30話で、色違いのザンボット3（日本サンライズ）、バルディオス（葦プロ&国際映画社）、ガイヤー（東京ムービー新社）、アクロバンチ（国際映画社）がプラレスラーとして登場するが、これは当時のアニメ作品で散見されたアニメーターの遊び心によるものである。

## 立体化
テレビアニメ版の本放送当時、その設定に準じたデザインで柔王丸をはじめとするプラレスラーが、バンダイによってプラキット化されている。本放送終了後にも立体化されており、マックスファクトリーからfigmaのコンセプトモデルとして柔王丸と桜姫が選出され、共に原作のタッグ選手権のものがモチーフとなっている。同社が浅井真紀にfigmaの基礎造形を依頼した際、その条件として提示したのがこのキャラクターの製品化であった。長らく発売が未定のままであったこの2体は、2009年2月に「figma発売1周年記念商品」として発売された。本作の主役級のプラレスラー3キャラのうち、リキオーのみfigma化のアナウンスは未だない。figmaのコンセプトワークに携わる浅井は、エル・ウラカンも発売予定であるとイベントでのトークなどで発言しているほか、（あくまで非公式にではあるが）自身のホームページの掲示板に書き込まれた要望を鑑み、第2回全日本選手権時の桜姫も製品化を検討したいとしている。
2010年には、原作版マッドハリケーンを大日本技研が再現したホビーロボットが限定発売されている。

## ゲーム
本作自体のゲーム化ではないが、2013年にYahoo!モバゲーでサクセスが提供する女子プロレスをテーマとしたソーシャルゲーム『リング☆ドリーム 女子プロレス大戦』の期間限定イベント「強敵乱舞〜伝説の桜は冬に咲く〜」において、桜姫のコスチュームを着用した女子プロレスラーが登場。イラストは神矢の新規描き下ろしである。